# Milivoje Novakovič
Milivoje Novakovič (Ljubliana, 18 de maio de 1979) é um ex-futebolista esloveno que atuava como atacante.

## Carreira
Novackovic representou a Seleção Eslovena de Futebol na Copa do Mundo de 2010.